# Alejandro Ádem

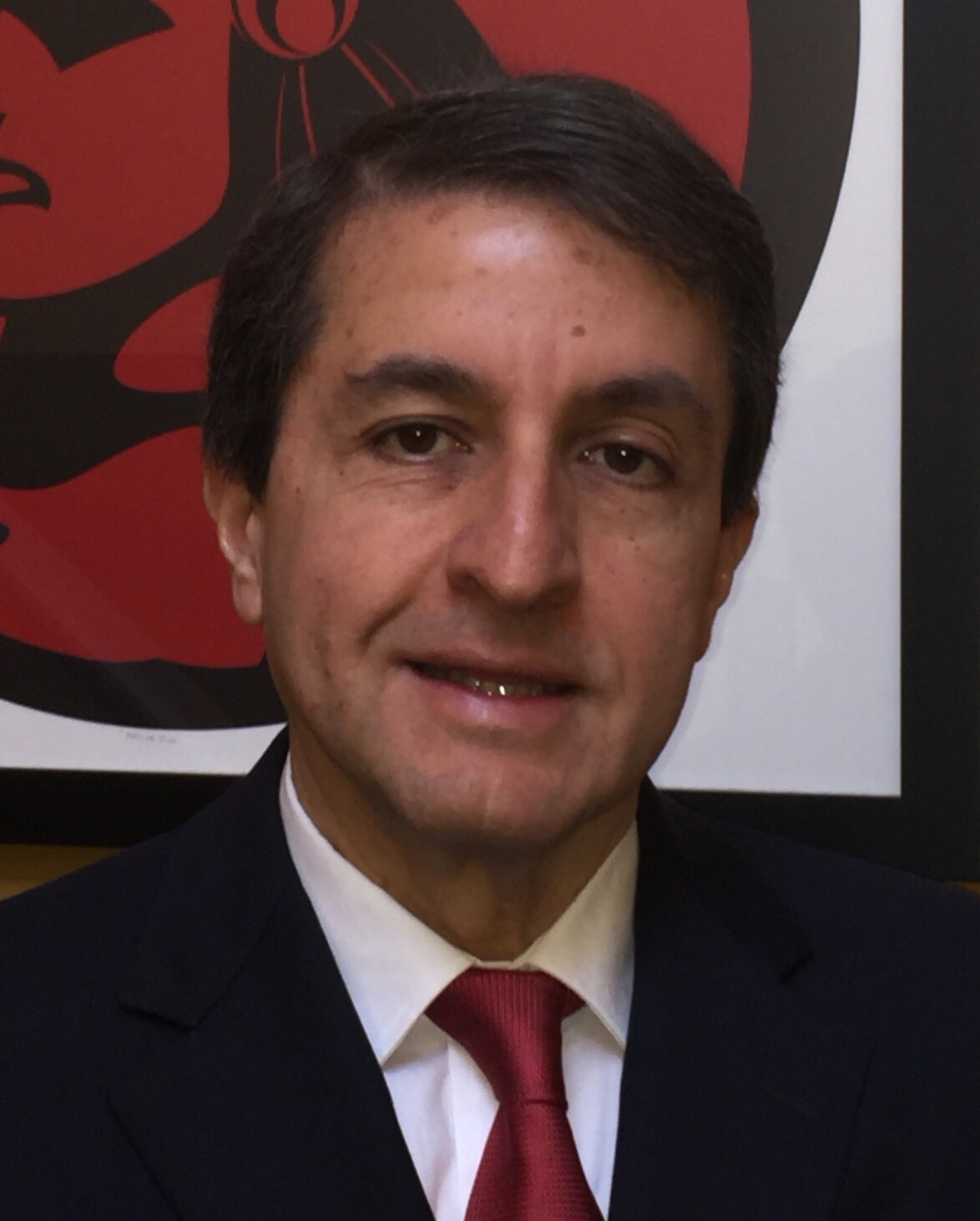
Alejandro Ádem in Vancouver 2016

Alejandro Ádem Díaz de León (* 24. November 1961 in Mexiko-Stadt) ist ein mexikanisch-US-amerikanischer Mathematiker, der sich mit Algebra und Topologie beschäftigt.
Ádem machte 1982 seinen Bachelor-Abschluss an der Nationalen Autonomen Universität von Mexiko und wurde 1986 an der Princeton University bei William Browder promoviert (Finite Transformation Groups and their Homology Representation). Als Post-Doktorand war er bis 1989 Szegö Assistant Professor an der Stanford University und 1989/90 Mitglied des Institute for Advanced Study. Ab 1989 war er Assistant Professor, ab 1992 Associate Professor und ab 1996 Professor an der University of Wisconsin–Madison. 1999 bis 2002 stand er dort der Mathematik-Fakultät vor. 2005 wechselte Ádem an die University of British Columbia. Er ist seit 2008 Direktor des Pacific Institute for the Mathematical Sciences (PIMS). Ádem war unter anderem Gastwissenschaftler am Max-Planck-Institut für Mathematik in Bonn, am MSRI (in dessen Beratungsgremium er war), an der ETH Zürich, in Barcelona, an der Universität Paris VII und XIII und der Hongkong University of Science and Technology.
Er befasste sich unter anderem mit Gruppenkohomologie, sporadischen einfachen Gruppen, arithmetischen Gruppen, K-Theorie und Orbifaltigkeiten. 1985 war er Sloan Research Fellow. 2015 erhielt er den Jeffery-Williams-Preis. Er ist Mitherausgeber der Transactions und Memoirs der American Mathematical Society, deren Fellow er ist. 2021 wurde er zum Mitglied der Royal Society of Canada ernannt.

## Schriften
- mit Johann Leida, Yongbin Ruan: Orbifolds and stringy topology. Cambridge University Press 2007
- mit R. J. Milgram: Cohomology of Finite Groups. Springer, Grundlehren der mathematischen Wissenschaften, 1994, 2004